# Wyszeńky (obwód kijowski)
Wyszeńky (ukr. Вишеньки) – wieś na Ukrainie, w obwodzie kijowskim, w rejonie boryspolskim, w zołocziwskiej wiejskiej hromadzie. W 2023 liczyła 4693 mieszkańców.